# Református erődtemplom (Balatonalmádi)
A balatonalmádi református erődtemplom a Balaton-felvidék egyik jelentős középkori műemléke. Elődje minden bizonnyal már a 11–12. században állt, amikor a település még Szárberény néven volt ismert, és a veszprémvölgyi apácák birtokát képezte. Az egyhajós templomot a 13. században bővítették, majd a 14–15. században gótikus stílusban építették át. A mai napig látható román és gótikus stílusjegyeket leginkább a külső ablakkeretek őrzik.

## Története
Története egészen Géza fejedelemig, 990 tájékáig nyúlik vissza, mint Szent Márton-templom, amely római és árpádkori romokra épült. 1567-ben a törökök elfoglalták az ekkor már Vörösberényként ismert falut. A 17. század elején már biztosan jelen voltak itt a reformátusok is, akik hosszan tartó küzdelem árán szerezték meg a templomot a katolikusoktól. A 18. század első felében többször is gazdát cserélt az épület, míg végül a reformátusok birtokában maradt. A templomot körülvevő kőfalat 1739-ben emelték, kifejezetten védelmi céllal – ebből adódóan nem Árpád-kori erődtemplomról van szó.
A templom belső tere a református építészetre jellemzően egyszerű, ugyanakkor megőrizte az utolsó nagyobb, a 18. század végén lezajlott barokkos átépítés nyomait. A fal déli oldalán nyíló kapun lehet bejutni, majd néhány lépcső után közelíthető meg az épület, amelynek körbejárása során a román és gótikus stílusjegyek figyelhetők meg. Magas kőfallal kerített teremtemplom, déli oldalán bejárati toronnyal, a torony barokk hagymasisakkal. Támpilléres tornyának alsó szintjét és a templom belsejét csehsüvegboltozatok fedik. Belső kialakítása és berendezése az 1966-68-ban az OMF által készített helyreállításból származik.